# Passenger (film 1998)
Passenger è un documentario-cortometraggio del 1998 diretto da Robert Gardner e basato sulla vita del pittore statunitense Sean Scully.